# Apus (gênero)
Apus é um gênero de aves.

## Espécies
- Andorinhão-de-cabo-verde, Apus alexandri
- Andorinhão-preto, Apus apus
- Andorinhão-da-serra. Apus unicolor
- Andorinhão-de-nyanza, Apus niansae
- Andorinhão-pálido, Apus pallidus
- Andorinhão-preto-africano, Apus barbatus
- Andorinhão-de-balston, Apus balstoni
- Andorinhão-de-fernando-pó, Apus sladeniae
- Andorinhão-de-berlioz, Apus berliozi
- Andorinhão-de-bradfield, Apus bradfieldi
- Andorinhão-asiático, Apus pacificus
- Andorinhão-de-salim-ali, Apus salimalii
- Andorinhão-de-cauda-forcada, Apus leuconyx
- Andorinhão-de-cook, Apus cooki
- Andorinhão-de-dorso-escuro, Apus acuticauda
- Andorinhão-pequeno, Apus affinis
- Andorinhão-pequeno-oriental, Apus nipalensis
- Andorinhão-das-barreiras, Apus horus
- Andorinhão-cafre,Apus caffer
- Andorinhão-camaronês, Apus batesi